# Aura (Miles Davis-album)
 For alternative betydninger, se Aura (flertydig). (Se også artikler, som begynder med Aura)
Aura er et konceptalbum med trompetisten Miles Davis, produceret af Palle Mikkelborg, udsendt i 1989. Alle kompositioner og arrangementer i suiten er skrevet af Mikkelborg som en hyldest til Davis i anledning af dennes modtagelse af Léonie Sonnings Musikpris i december 1984.

## Baggrund
Hovedtemaet består af ti toner, skabt af bogstaverne "M-I-L-E-S-D-A-V-I-S" (inspireret af blandt andet BACH-motivet). Temaet introduceres i begyndelsen i en akkord med disse toner, der trækkes ud. De følgende ni satser i suiten repræsenterer de farver, som Mikkelborg ser i Davis' aura.
Musikken er arrangerert til et udvidet big band, og indspilningen bruger Danmarks Radios Big Band som kerne med tilføjelse af Niels-Henning Ørsted Pedersen, Thomas Clausen og Marilyn Mazur. Desuden medvirker internationale gæster som John McLaughlin og Miles Davis' nevø, Vince Wilburn. Indspilningerne fandt sted i Easy Sound Recording Studio i København på foranledning af Davis, da han var meget beæret over og glad for suiten. Det var første gang, at Davis havde indspillet musik med et big band i over tyve år. Aura er på den anden side ikke traditionel big band-musik, men kan nærmere betegnes som fusionsjazz, stærkt influeret af moderne klassisk kompositionsmusik, hvor flere passager viser Mikkelborgs inspiration fra komponister som Olivier Messiaen og Charles Ives.
Skønt albummet blev indspillet i begyndelsen af 1985, kunne det af kontraktlige årsager ikke udsendes før i 1989. Det modtog en grammy award for bedste improviserede jazzsolo i 1990.

## Spor
Alle sange skrevet og komponeret af Palle Mikkelborg. 
| #   | Titel          | Længde |
| --- | -------------- | ------ |
| 1.  | "Intro"        | 4:48   |
| 2.  | "White"        | 6:07   |
| 3.  | "Yellow"       | 6:55   |
| 4.  | "Orange"       | 8:41   |
| 5.  | "Red"          | 6:05   |
| 6.  | "Green"        | 8:13   |
| 7.  | "Blue"         | 6:36   |
| 8.  | "Electric Red" | 4:19   |
| 9.  | "Indigo"       | 6:06   |
| 10. | "Violet"       | 9:04   |

## Medvirkende

### Musikere
- Miles Davis: Trompet
- Benny Rosenfeld, Idrees Sulliman, Jens Winther, Palle Bolvig, Perry Knudsen: Trompet og flygelhorn
- Jens Engel, Ture Larsen, Vincent Nilsson: Basun
- Ole Kurt Jensen, Axel Windfeld: Basbasun
- Axel Windfeld: Tuba
- Jesper Thilo, Per Carsten, Uffe Karskov, Bent Jædig, Flemming Madsen: Fløjte, rørblad, saxofon
- Kenneth Knudsen, Ole Kock Hansen, Thomas Clausen: Keyboards
- Bjarne Roupé, John McLaughlin: Guitar
- Niels-Henning Ørsted Pedersen: Kontrabas
- Bo Stief: Fender bas, båndløs bas
- Vincent Wilburn, Jr., Lennart Gruvstedt: Trommer
- Ethan Weisgaard, Marilyn Mazur: Percussion
- Lillian Törnqvist: Harpe
- Niels Eje: Obo, engelskhorn
- Eva Hess Thaysen: Vokal
- Palle Mikkelborg: Trompet, flygelhorn

### Produktion
- Palle Mikkelborg: Producer
- Henrik Lund, Niels Erik Lund: Teknik
- Stacey Drummond: Kunstnerisk ledelse
- Gilles Larrain: Foto

## Modtagelse
Aura blev godt modtaget af anmelderne. AllMusics redaktør Thom Jurek beskrev musikken som "en blanding af klassisk impressionisme, ny europæisk musik, jazz, rock, elektronisk musik og andre genrer." Han skrev endvidere, at "som hyldest og selvstændigt orkesterværk er det ret bevægende og smukt, fuld af uforudsigelige mellemspil og antydninger af nuancer, farver, tekstur og dynamik. Tilsat Davis og hans varemærke med tilbageholdte soli og runde varme bliver musikken nærmest betagende." Wes Long fra PopMatters kaldte Aura "hensynsløs opfindsom", "et evigt uforudsigeligt mesterværk" og "ganske tænkeligt den sidste monumentale indsats" fra Davis. I The New Rolling Stone Album Guide (2004) gav Paul Evans albummet 4½ stjerne ud af 5 og omtalte albummet som "en opfindsom og skarp ikke-pop-orienteret big band-suite".